# Edmond Burat de Gurgy
Edmond François Célestin Burat de Gurgy, né dans le Piémont  vers décembre 1809 et mort à Paris 2e le 4 mars 1840, est un écrivain et dramaturge français.

## Biographie
Ses pièces sont jouées sur les plus grandes scènes parisiennes dès 1830 (Folies-Dramatiques, Ambigu-Comique etc.) lorsque atteint de tuberculose en décembre 1840, il meurt prématurément trois mois plus tard. Après des obsèques en l'église Notre-Dame-de-Lorette de Paris le 7 mars 1840, inhumé au cimetière de Montmartre, il a été exhumé et transféré à Auxerre en juillet 1846.
Il est parfois désigné sous le nom de Burat de Gurgy Aîné pour le distinguer de son frère Henri, également écrivain, qui lui était connu sous le nom de Burat de Gurgy Jeune. Un autre de ses frères, Clément, collabora à quelques-unes de ses oeuvres.

## Œuvres
- 1830 : Un duel sous Charles IX. Scène historique du XVIe siècle
- 1831 : La Prima Donna et le garçon boucher, avec Clément Burat de Gurgy
- 1831 : Les Deux modistes, avec Clément Burat de Gurgy
- 1832 : Le Lit de camp, scènes de la vie militaire, avec Clément Burat de Gurgy
- 1834 : Paris, un bal
- 1834 : Byron à l'école d'Harrow, épisode mêlé de couplets, avec Hippolyte Cogniard
- 1834 : Paillasse, épisode de carnaval
- 1835 : Le Fils de Figaro, comédie-vaudeville en 1 acte, avec Victor Masselin
- 1835 : Le Fils de Triboulet, comédie-vaudeville en 1 acte, avec H. Cogniard
- 1836 : Le Diable boiteux, ballet-pantomime en 3 actes avec Jean Coralli, musique de Casimir Gide, d'après le roman d'Alain-René Lesage, au théâtre de l'Académie de Musique (1er juin)[6]
- 1836 : La Jeunesse d'un grand roi, épisode historique en 1 acte, mêlé de couplets
- 1836 : Trois cœurs de femmes, vaudeville en 3 actes, avec Adolphe d'Ennery et Achille d'Artois
- 1837 : Biographie des acteurs de Paris
- 1837 : Tabarin, ou un Bobêche d'autrefois, fantaisie en 1 acte, mêlée de chant
- 1838 : La Chambre et le fauteuil de Molière, Paris, publication du Monde Dramatique[7]
- 1839 : Le Bonheur sous les toits, vaudeville en 3 actes
- 1840 : Le Chasseur de la montagne, tyrolienne, paroles d'Edmond Burat de Gurgy, musique de Charles Haas
- 1840 : Les Deux Filles de l'air, puff en deux actes, avec Achille Gastaldy
- 1840 : Les Catalans, grand opéra en 2 actes, musique d'Antoine Elwart, au théâtre des Arts de Rouen (février)

Il participa en outre à l'ouvrage collectif, Paris au XIXe siècle. Recueil de scènes de la vie parisienne dessinées d'après nature, Beauger, 1839.